# Thaimyrmococcus daviesi
Thaimyrmococcus daviesi  (лат.) — вид мирмекофильных насекомых-кокцид рода Thaimyrmococcus из семейства мучнистые червецы (Pseudococcidae).

## Распространение
Юго-Восточная Азия: Таиланд.

## Описание
Микроскопического размера мучнистые червецы (длина 1-2 мм). Усики 6-члениковые, равные длине всего тела. От близких видов отличаются редкими щетинками на задних голенях.

Питаются соками таких растений, как
- Dipterocarpaceae: Dipterocarpus;
- Rosaceae: Rubus.

Среди муравьёв симбионтов представители рода Dolichoderus: подрод Dolichoderus laotius.
Вид был впервые описан в 2002 году энтомологом Д. Уилльямсом (Williams, D.J.).